# 阿雷瓦利略德塞加
阿雷瓦利略德塞加，是西班牙卡斯蒂利亚-莱昂塞戈维亚省的一个市镇。 总面积12平方公里，总人口42人（2001年），人口密度4人/平方公里。